# رعاشية
الرعاشية أو رعاشات صغيرة عريضة الأجنحة أو فصيلة كالوبتريجيدي (الاسم العلمي: Calopterygidae)، هي فصيلة من الحشرات تتبع رتبة اليعسوبيات من طائفة الحشرات.

## أسر
- الرعاشاوات (الاسم العلمي:Calopteryginae)
- الخليفياوات (الاسم العلمي:رعاشية)
- الياقوتياوات (الاسم العلمي:رعاشية)

## أجناس
- الفستالية